# سيدة دولية (فلم)
سيدة دولية (بالإنجليزية: International Lady) هو فيلم درامي أمريكي انتج عام 1941 من إخراج تيم ويلان وبطولة باسل راثبون، جورج برنت، تشارلز براون وتدور أحداثه حول الحقبة الأمريكية في زمن الحرب عام 1941. كان يعرف في الأصل باسم جي مان ضد سكوتلاند يارد.

## القصة
ضابط سري أميركي في بريطانيا العظمى (يلعب دوره جورج برنت) ونظيره من سكوتلاندا (يلعب دوره باسل راثبون) يشتبهان في المغنية الجميلة كارلا نيلسون (تلعب دورها إيلونا ماسي) في قضية تجسس. يقومان بتتبعها من لندن، إلى لشبونة، ثم إلى نيويورك، حيث نجحا في الإيقاع بها مع صانع الحلوى الثري، الذي كان في الواقع هو العقل المدبر لهذه العملية.

## روابط خارجية
- مقالات تستعمل روابط فنية بلا صلة مع ويكي بيانات